# Sabatierova reakce
Sabatierova reakce nebo Sabatierův proces objevil francouzský chemik Paul Sabatier počátkem dvacátého století. Jedná se o chemickou reakci vodíku s oxidem uhličitým za zvýšené teploty (optimálně 300 až 400 °C) a zvýšeného tlaku za přítomnosti niklového katalyzátoru k výrobě metanu a vody. Volitelně lze použít jako účinnější katalyzátor ruthenium s oxidem hlinitým. Proces lze popsat jako následující exotermní reakci:
CO2 + 4 H2 → CH4 + 2 H2O + energie
∆H = -165.0 kJ/mol
(k zahájení reakce je třeba dodat počáteční energii/teplo)